# Italia fascistă

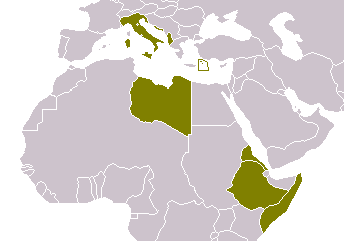
Imperiul colonial italian: Italia fascistă în perioada de maximă întindere

Istoria Italiei fasciste (perioadă pentru care se folosește uneori expresia cei douăzeci de ani fasciști sau mai simplu cei douăzeci de ani) se referă la perioada din istoria Italiei cuprinsă între momentul cuceririi puterii de către Benito Mussolini până la sfârșitul dictaturii sale (26 iulie 1943). 
Această perioadă este extinsă uneori la perioada dintre sfârșitul primului război mondial până la încheierea celei de-a doua conflagrații mondiale, sau la perioada 1925 – 1945, dat fiind faptul că, în 1925, toate partidele politice, cu excepția Partidului Național Fascist, au fost scoase în afara legii, iar în 1945 și-a încetat existența Republica Socială Italiană (RSI).

## Cronologie
- 1919 - Mussolini formează „grupări de luptă” ("fascio di Combattimento").
- 1919 - Fasciștii câștigă 2% din voturi în alegerile generale.
- 1921 - Mussolini formează Partidul Național Fascist.
- 1921 - Alegerea generală - 35 de locuri pentru fasciști.
- August 1922 - Grevă generală în Italia - Fasciștii ajută la ruperea unei greve generale.
- Octombrie 1922 - Mussolini cere să fie prim-ministru. Martie la Roma - Regele se află în cerințele lui Mussolini.
- 1923 - Mussolini salvează Banca Catolică din Roma de dificultăți financiare.
- 1923 - Mussolini ocupă Corfu. Retrage când Grecia plătește "compensație".
- Noi. 1923 - Legea Acerbo - partidul care a câștigat cel mai mare număr de voturi în alegeri va primi două treimi din numărul de locuri.
- 1924 - Mussolini ocupă Fiume.
- Aprilie 1924 - Fasciștii câștigă 65% din voturi în alegerile generale - folosesc violența și intimidarea.
- Aprilie 1924 - Fascistul ucide liderul Partidului Socialist, Matteotti. Parlamentul de opoziție demisionează din Parlament în semn de protest (Seventionul Aventine). Greșeală și îi permite lui Mussolini să își consolideze poziția.
- Ianuarie 1925 - a fost introdusă cenzura de presă. Toate ziarele independente s-au închis.
- 1925 - Mussolini are o căsnicie catolică și își botează copiii.
- 1925 - Papa Pius al XI-lea retrage sprijinul Partidului Popular Catolic.
- 1925 - Bătălia pentru cereale (1925-1929). Bătălia pentru Lira. Bătălia pentru Teren. Bătălia pentru copii.
- Nov 1926 - Toate partidele politice (cu excepția fasciștilor) au fost interzise. OVRA a stabilit.
- 1929 - Tratatul Lateran dintre fasciști și Vatican.
- 1934 - Mussolini se opune unificării Austriei și Germaniei.
- 1935 - Italia se alătură Frontului Stresa cu Marea Britanie și Franța pentru a se opune rearmării și expansiunii Germaniei.
- 1935 - Mussolini invadează Abisinia.
- Nov. 1936 - "Axa Roma-Berlin". Primul tratat cu Germania, semnat de contele Ciano (ministrul de externe și vărul lui Mussolini).
- 1937 - Italia, Germania și Japonia semnează "Pactul anti-Comintern". Unește țările fasciste și Japonia în scopul de a zdrobi URSS.
- Martie 1939 - Italia eliberează ultimatul Albaniei să accepte preluarea - încearcă să-l mituiască pe regele Zog.
- Aprilie 1939 - Italia invadează Albania. Albania a învins - regele Zog a fost demis și înlocuit ca rege de regele Emmanuel al Italiei.
- Mai 1939 -Von Ribbentrop și Ciano semnează "Pactul de prietenie și alianță" - cunoscut sub numele de "Pact of Steel".
- Sept 1939 - Mussolini declară că Italia este neutră când Germania invadează Polonia.
- 1940 - Inspirând că o victorie a Germaniei este inevitabilă, Mussolini intră în război. Invazia italiană din Egipt (din Libia) zdrobită de forțele britanice.
- Octombrie 1940 - Italia invadează Grecia din Albania - atac înfrânt. Germania intervine pentru a împiedica înfrângerea italiană.
- 1941 - Italia pierde Abisinia
- 1943 - Mussolini a fost demis, dar re-instalat de germani în nordul Italiei.
- 1945 - executat.

## Ascensiunea fascismului italian
Ajungerea la putere a fasciștilor italieni a fost favorizată prin factori sociali, economici și politici:
1. Creșterea numărului de șomeri după Primul Război Mondial
2. Scăderea nivelului de viață după începutul războiului mondial
3. Nemulțumiri legate de unele hotărâri ale Tratatului de la Versailles, de după Primul Război Mondial
4. Conflict între adepții căii revoluționare și cei reformiști din mișcarea muncitorească
5. Dezorientarea mișcării muncitorești în fața propagandei fasciste
6. Formarea de către muncitori a unor grupări denumite "fascii"
7. Dezirabilitatea unei personalizări a puterii politice paralel cu criza democrației și ideologiei liberale
8. Impresia capitaliștilor italieni, a celor bogați, că fascismul este mai puțin rău decât comunismul.

## Luarea puterii
Partidul Național Fascist a luat naștere în 1921. Adepții mișcării fasciste italiene agreau ca semn distinctiv purtarea de cămăși negre. În octombrie 1922, Mussolini și alți proeminenți fasciști italieni au declarat pe față intenția de a ajunge prin forță la putere. Între 27 - 29 octombrie ei au organizat așa zisul „Marș al Romei”, când peste 14.000 de „cămăși negre”, fasciști și adepți, au asaltat prin marș Roma, și au forțat căderea prim ministrului Facta, obligând pe regele Victor Emmanuel II să retragă sprijinul acordat acestuia.

## Imperiul fascist italian
Italia fascistă a concurat cu alte puteri coloniale, având în Africa, la momentul maximei sale întinderi, un imperiu colonial ce a cuprins Eritreea, Somalia, Etiopia și Libia.

## Căderea lui Mussolini
Ca urmare a insucceselor militare și a invaziei Aliaților (debarcării) în Sicilia, pe 25 iulie 1943 Marele Consiliu al Fascismului (italian) a retras lui Mussolini competența de conducător (al fasciștilor) și implicit calitatea de prim-ministru.